# جایزه ژان ویگو

ژان ویگو (۱۹۳۴–۱۹۰۵)

جایزه ژان ویگو (به فرانسوی: prix Jean-Vigo) جایزه‌ای در سینمای فرانسه است برای گرامی‌داشت ژان ویگو که از سال ۱۹۵۱ به‌طور سالانه به یک کارگردان فرانسوی اهدا می‌شود. این جایزه را کلود اولین، نویسنده فرانسوی بنیان گذاشت. از سال ۱۹۶۰ این جایزه به یک کاگردان فیلم سینمایی و یک کارگردان فیلم کوتاه داده می‌شود.
معمولاً این جایزه را یک فیلم‌ساز جوان برای اصالت سبک و روح‌مستقل کارش دریافت می‌کند.